# Sociedade dos Cavalheiros de Spalding
A Sociedade de Cavalheiros de Spalding (em inglês,  Spalding Gentlemen's Society ou simplesmente Spalding Society) é uma sociedade científica criada em Spalding, Lincolnshire, Inglaterra. Foi fundada em 1710 por Maurice Johnson, (1688-1755), do Ayscoughfee Hall, e ainda está ativo. O museu da sociedade em Broad Street, Spalding, foi inaugurado em 1911. Adições foram feitas em 1925 e em 1960. Os painéis externos esculpidos foram obra de Jules Tuerlinckx, de Malines, um refugiado belga durante a Primeira Guerra Mundial.

## História
A Sociedade de Cavalheiros de Spalding começou em 1710 com reuniões informais de alguns cavalheiros em um café local em Spalding chamado Youngers. Muitos clubes de cavalheiros formaram-se dessa maneira naquela época. Eles conversaram sobre antiguidades locais e discutiram o popular jornal londrino The Tatler. Em 1712, a sociedade foi organizada de maneira mais formal como Sociedade de Cavalheiros, para apoiar a benevolência mútua e seu aprimoramento nas ciências liberais e no aprendizado educado. Os oficiais foram nomeados e as atas foram mantidas. Francis Scott, 2º Duque de Buccleuch (1695-1751), tornou-se patrono em 1732.
Registros das funções da sociedade foram publicados como The Correspondence of the Spalding Gentlemen's Society, 1710–1761 e Minute-Books of The Spalding Gentlemen's Society, 1712–1755. Trabalhos posteriores aparecem em catálogos produzidos pela "Spalding Gentleman's Society" em 1892 e 1893.

## Membros notáveis
Os membros notáveis e iniciais da 'Sociedade de Cavalheiros em Spalding' incluem,
- Sir Isaac Newton. O livro de memórias inédito de Newton de Stukeley menciona sua adesão à sociedade e uma doação substancial de livros.[3]
- Ayuba Suleiman Diallo, escravo libertado, clérigo muçulmano e aristocrata do Senegal.
- Dr. William Stukeley, clérigo e antiquário
- Sir Hans Sloane, presidente da Royal Society, cujo museu e biblioteca formaram o núcleo do Museu Britânico
- "Tom Honesto" Martin, antiquário
- Alexander Pope, poeta
- Alexander Gordon, antiquário[4]
- Sir Joseph Banks, naturalista e botânico
- Sir George Gilbert Scott, arquiteto de avivamento gótico
- Alfred, Lorde Tennyson, Poeta Laureado
- George Vertue, gravador
- Joseph Ayloffe, antiquário[5]
- John Anstis, FRS Garter King of Arms
- John Gay, o poeta
- Rev. Richard Bentley, DD, erudito clássico
- Capitão John Perry, engenheiro
- Pishey Thompson, historiador de Boston
- Andrew Michael Ramsay, escritor escocês
- Lorde Curzon de Kedleston
- Lord Peckover, banqueiro quaker e filantropo de Wisbech
- Lord Ancaster, padroeiro da sociedade de 1960 a 1983